# Trachyscorpia
Trachyscorpia is een geslacht van straalvinnige vissen uit de familie van schorpioenvissen (Sebastidae). Het geslacht is voor het eerst wetenschappelijk beschreven in 1953 door Ginsburg.

## Soorten
- Trachyscorpia carnomagula Motomura, Last & Yearsley, 2007
- Trachyscorpia cristulata
  - Trachyscorpia cristulata cristulata (Goode & Bean, 1896)
  - Trachyscorpia cristulata echinata (Köhler, 1896)
- Trachyscorpia eschmeyeri Whitley, 1970
- Trachyscorpia longipedicula Motomura, Last & Yearsley, 2007
- Trachyscorpia osheri McCosker, 2008
- Trachyscorpia verai Béarez & Motomura, 2009